# ویلیام کانگریو
ویلیام کانگریو (انگلیسی: William Congreve; ۲۴ ژانویهٔ ۱۶۷۰ – ۱۹ ژانویهٔ ۱۷۲۹) نمایشنامه‌نویس و شاعر اهل انگلستان بود. او به خاطر دیالوگ‌های طنز و تاثیرگذار بر کمدی رفتارهای آن دوره شهرت دارد.